# Borgerkrigen 1146-1157
 Der er for få eller ingen kildehenvisninger i denne artikel, hvilket er et problem. Du kan hjælpe ved at angive troværdige kilder til de påstande, som fremføres i artiklen.

En borgerkrig blev udkæmpet 1146-1157 i Danmark mellem de tre fætre Svend Grathe, Knud 5. og Valdemar den Store. I august 1157 blev Knud dræbt ved blodgildet i Roskilde, og Svend døde i oktober samme år ved slaget på Grathe Hede. Efter borgerkrigen sad Valdemar alene på tronen i 25 år.
Den danske konge Erik Lam valgte at abdicere i 1146 og gå i kloster, og han døde senere samme år. Landstingene på Sjælland og i Skånelandene valgte Svend til konge, mens Knud blev konge af Jylland og Fyn, og begge påstod at være den retmæssige konge over hele Danmark. For at styrke forholdet til de tyske stater, giftede Svend sig i 1152 med Adele af Meissen, der var datter af markgreven af Meissen i det nuværende Sachsen. Ved et møde der med Svend og Knud mæglede den tysk-romerske kejser Frederik Barbarossa mellem dem. Han erklærede Svend for at være enekonge, mens Knud skulle være lensmand over Sjælland.
Svend holdt ikke aftalen og lod ikke Knud få Sjælland, hvilket i 1154 fik Valdemar, hertugen af Slesvig, til at træde ind i krigen på Knuds side. Valdemar giftede sig med Knuds halvsøster Sofia af Minsk. Knud og Valdemar blev derefter kongehyldet ved Viborg Landsting. Svend gik i eksil i Sachsen, men kom i 1157 tilbage med en tysk hær og erobrede Slesvig, Fyn, og Lolland. De danske stormænd, der ikke ønskede tysk styre i Danmark, tvang de tre kongsemner til forhandlingsbordet. Ved et møde på Lolland i august 1157 blev man enige om, at Svend fik Skånelandene, Knud fik Sjælland, og Valdemar fik Jylland. Knud var dermed blevet vært, og inviterede til et gilde i Roskilde.
Dette førte til blodgildet i Roskilde, hvor lyset blev slukket, Knud blev dræbt, og Valdemar blev såret men flygtede. Historikere i dag mener, at Svend stod bag, men Svend selv anklagede Knud og Valdemar for kupforsøg. Valdemar tog til Fjenneslev på Sjælland, hvor han mødtes med sine fostbrødre Absalon og Esbern Snare (se Hvide-slægten). De tre sejlede mod Viborg, hvor stormændene troede på Valdemars udlægning af blodgildet i Roskilde. Svend fulgte efter ham med sin hær.
Det endelige slag stod 23. oktober 1157 på Grathe Hede nær Viborg, hvor Svend blev dræbt. Efter borgerkrigen sad Valdemar alene på tronen i 25 år, indtil sin død i 1182.

## Eksterne kilder
1. ↑  Falbert, Bent (2008), Kongerækken - forfra og bagfra, Ekstra Bladets Forlag, s. 40, ISBN 978-87-7731-368-4

- Borgerkrigen 1146-1157 på danmarkshistorien.dk